# Новогригорівка (Маріупольський район)
Новогриго́рівка — село Нікольської селищної громади Маріупольського району Донецької області України. Відстань до центру громади становить близько 8 км і проходить автошляхом місцевого значення.

## Населення
За даними перепису 2001 року населення села становило 317 осіб, із них 66,56 % зазначили рідною мову українську, 31,23 % — російську та 1,26 % — білоруську.